# Warcraft
Warcraft és una saga de videojocs amb una ambientació similar a la de la Terra Mitjana creats per Blizzard Entertainment, 
També s'han creat llibres explicant la història del món Warcraft.

## Jocs de la saga Warcraft
WarcraftOrcs & Humans : Warcraft: Orcs & Humans és un joc d'estratègia per ordinador d'una popular saga creada per Blizzard Entertainment que va sortir l'any 1994. La història està ambientada en un món medieval fantàstic, aquest primer joc enfronta els orcs amb els humans. Té una resolució de 320x200. I ja disposava de partides multijugador a través d'Internet.
Warcraft IITides of Darkness : Un any més tard va sortir a la venda la segona part (Warcraft II: Tides of Darkness), concretament el dia 1 de novembre de 1995. Igual que l'anterior entrega els jugadors poden escollir entre dues faccions però aquesta es distingeixen per Aliança i Horda, i cada facció incorpora diverses races. La història ens situa 7 anys més tard de la primera entrega, després de la guerra el món ha acabat tot en runes, això obliga els humans a buscar un altre refugi i a aliar-se amb els Elfs, Gnoms i Nans per parar els Orcs i els seus nous aliats, els trolls i els ogres. El joc està dissenyat perquè funcioni en PC i en MAC, i té una resolució de 640x480 a 256 colors. El dia 30 d'abril de 1996 va sortir la primera expansió anomenada Warcraft II: Beyond the Dark Portal. Al cap d'uns quants anys va sortir una nova versió anomenada Warcraft II: Battle.net Edition que inclou el joc original, l'expansió i algunes millores, el principal canvi és la conversió total del joc perquè funcioni sense problemes en el Windows 95, soluciona alguns errors i inclou un mode multi-jugador que utilitza el servei de Blizzard anomenat Battle.net.
Warcraft III: Reign of ChaosTengué una expansió: The Frozen Throne
World of WarcraftJoc de rol online massiu. Té cinc expansions: The Burning Crusade, Wrath of the Lich King, Cataclysm, Mists of Pandaria i Warlords of Draenor.
Hearthstone